# Rocco Pirri
Rocco Pirri (Noto, 13 luglio 1577 – Palermo, 8 settembre 1651) è stato un abate e storico italiano.

## Biografia
Discepolo del filologo Vincenzo Littara, nel 1601 si iscrisse all'Università di Catania, dove si laureò in teologia e in giurisprudenza. Abbracciata la carriera ecclesiastica, fu canonico a Palermo, abate di Sant'Elia a Noto, favorito dai viceré e dallo stesso Filippo IV di Spagna che nel 1643 lo nominava storiografo, dopo che il Pirri già si era reso noto con varie opere.
Tra queste vanno specialmente ricordate la Chronologia regum penes quod Siciliae fuit imperium post exactos Saracenos (Palermo 1630); e specialmente le Notitiae Siciliensium ecclesiarum (ivi 1630-1633) che furono poi ristampate, con numerose aggiunte, in un'opera in quattro volumi dal titolo Sicilia sacra disquisitionibus et notitiis illustrata, stampata a Palermo nel 1644-1647 (seconda edizione postuma, voll. 2, 1733). Rocco Pirri è considerato «il primo a scrivere di storia ecclesiastica con criteri moderni, precorrendo gli studi di Ferdinando Ughelli e dei Bollandisti.»

## Sicilia Sacra
Pirri realizzò la Sicilia Sacra (1630-1649), una storia delle chiese metropolitane, degli episcopati, dei monasteri e delle chiese siciliane, inizialmente concepito in cinque volumi. Nel momento in cui si rese conto che per motivi di tempo non avrebbe potuto portare a termine il quinto volume, Pirri mise a disposizione le ulteriori informazioni raccolte in forma di appendici alle voci corrispondenti degli altri quattro volumi. La Sicilia Sacra, che presentava lacune soprattutto per quanto riguardava chiese e monasteri, dopo la morte di Rocco Pirri nel 1651 fu rielaborata, completata e riedita da Vito Maria Amico e Antonio Mongitore.

## Edizioni opere
- (LA) Rocco Pirri, Notitiae Siciliensium ecclesiarum Philippo IIII Hispaniarum et Siciliae regi catholico dicatae D. Rocchi Pirri,... opera ex incorruptis publicarum tabularum, scriptorumque monumentis diligentissime comparatae, in quibus... cum prima cujusque Ecclesiae et collegiorum omnium institutione archiepiscopi, episcopi, abbates, priores, singulorum jura, ac privilegia recensentur; accessit... brevis regum Siciliae chronologia, Panormi, ex typographia J. B. Maringhi, 1630.
- (LA) Rocco Pirri, Sicilia sacra, in qua episcopatuum nunc florentium, ac eorum dioceseon notitiae traduntur, liber tertius. Auctore... D. Roccho Pirro, Panormi, apud Hieronymum de Rossellis, 1638.
- (LA) Rocco Pirri, Sicilia sacra in qua episcopatuum nunc florentium, ac eorum dioceseon notitiae traduntur: Liber tertius. Auctore abbate netino d. Roccho Pirro..., Panormi, apud Hieronymum de Rossellis, 1641.
- (LA) Rocco Pirri, Cronologia Regum penes quos Siciliae fuit imperium post exactos saracenos...Auctore... D. Roccho Pirro,..., Panormi, ex typographia Petri Coppulae, 1643. URL consultato il 27 settembre 2019.
- Sicilia sacra, disquisitionibus et notitiis illustrata, ubi libris quatuor, postquam de illius patriarcha et metropolita disquisitum est: a christianae religionis exordio ad nostra usque tempora, cujusque praesulatus, majorumque beneficiorum institutio, archiepiscopi, episcopi, abbates, priores, singulorum jura, privilegia, praeclara monumenta, civitates dioeceseon, cum praecipuis earum templis religiosisque familiis, atque viri siculi, vel sanctitate, vel doctrina illustres, concinentur, explicantur, auctore... Don Roccho Pirro,... Editio 2a correctior, ac aucta ampliori regum Siciliae chronologia...., ex typographia P. Coppulae, 1644.
- Siciliae sacrae in qua Sicularum abbatiarum ac prioratuum notitiae proponuntur, liber quartus in quatuor distributus partes... Auctore abbate... Don Roccho Pirro,..., ex typ. N. Bua et M. Portanova, 1647.
- Notitia regiae et imperialis capellae collegiatae Sancti Petri sacri, et regii Palatii panormitani, auctore abbate... Don Roccho Pirro,... Opus posthumum cum supplemento et additionibus... Antonini Mongitore,..., ex typ. G. Bayona, 1716.
- (LA) Rocco Pirri, Rocchi Pirri... Chronologia regum, penes quos Siciliae fuit imperium post exactos Saracenos... editio novissima auctior et emendatior, Lugduni Batavorum, Petrus van der Aa, 1723. URL consultato il 30 settembre 2019.
- (LA) Rocco Pirri, Don Rocchi Pirri,... Sicilia sacra, disquisitionibus et notis illustrata... Liber primus complectitur notitias trium Siciliae metropoleon Panormitanae, Messanensis et Monteregalensis ..., Lugduni Batavorum, Petrus van der Aa, 1723. URL consultato il 27 settembre 2019.
- (LA) Rocco Pirri, D. Rocchi Pirri ... regiae, et imperialis capellae collegiatae Sancti Petri sacri et regii Palatii panormitani notitia. Opus posthumum cum supplemento et additionibus D. Antonini Mongitore,..., Lugduni Batavorum, Petrus van der Aa, 1723. URL consultato il 27 settembre 2019.
- (LA) Rocco Pirri, Sicilia sacra disquisitionibus et notitiis illustrata, a cura di Antonio Mongitore e Vito Maria Amico, vol. 1, Palermo, apud haeredes Petri Coppulae, 1733. URL consultato il 27 settembre 2019.
- (LA) Rocco Pirri, Sicilia sacra disquisitionibus et notitiis illustrata, a cura di Antonio Mongitore e Vito Maria Amico, vol. 2, Palermo, apud haeredes Petri Coppulae, 1733. URL consultato il 27 settembre 2019.